# National Defense Authorization Act
Le National Defense Authorization Act (en français, Loi d'autorisation de la Défense nationale, NDAA) est le nom générique d'une série de lois votées annuellement par le Congrès des États-Unis pendant une année fiscale, donnant au gouvernement fédéral le droit d'établir le budget et les dépenses du département de la Défense. Ces lois peuvent viser d'autres aspects de la défense des États-Unis. La première loi est mise en vigueur en 1953.
La section 1 021 de la loi de 2012 est invalidée par une juge fédérale de l'État de New York pour inconstitutionnalité ; des critiques affirment qu'elle autorisait une détention illimitée et sans procès de qui que ce soit par les militaires.